# 2013年2月臺灣
| << | 2013年2月 （民國102年） | >> |    |    |    |    |
| \| 日 \| 一 \| 二 \| 三 \| 四 \| 五 \| 六 \| \| \| \| \| \| \| 1 \| 2 \| \| 3 \| 4 \| 5 \| 6 \| 7 \| 8 \| 9 \| \| 10 \| 11 \| 12 \| 13 \| 14 \| 15 \| 16 \| \| 17 \| 18 \| 19 \| 20 \| 21 \| 22 \| 23 \| \| 24 \| 25 \| 26 \| 27 \| 28 \| \| \| \| \| \| \| \| \| \| \| |                         |    |    |    |    |    |
| 臺灣新聞動態／維基新聞 |                         |    |    |    |    |    |
| 世界／中国大陆／臺灣 |                         |    |    |    |    |    |
| 日 | 一                      | 二 | 三 | 四 | 五 | 六 |
| |                         |    |    |    | 1  | 2  |
| 3 | 4                       | 5  | 6  | 7  | 8  | 9  |
| 10 | 11                      | 12 | 13 | 14 | 15 | 16 |
| 17 | 18                      | 19 | 20 | 21 | 22 | 23 |
| 24 | 25                      | 26 | 27 | 28 |    |    |
| |                         |    |    |    |    |    |

## 2月1日
- 行政院長陳冲因為個人健康因素，向總統馬英九請辭獲淮，內閣改組，行政院長由副院長江宜樺接任，交通部長毛治國接任副院長，中央銀行總裁彭淮南確定續任。[1][2]

## 2月2日
- 苗栗縣竹南鎮舉行第16任鎮長補選，時任鎮長康世儒遭判當選無效，胞弟康世明出馬競選，以12,260票當選。[3]

## 2月3日
- 歌手潘安邦因腎臟癌引發腎衰竭，病逝林口長庚醫院，享年58歲。[4]

## 2月4日
- 行政院環境保護署今天召開環評大會，審查中部科學工業園區四期二林園區環差變更案，費時8小時，終做成審核修正通過結論。[5]

## 2月5日
- 歷經1年談判，台美雙方今天簽署完成新訂定的「特權、免稅暨豁免協定」，包括豁免於刑事管轄、不受逮捕拘禁等，都有更詳盡規範，提供台美雙方派駐人員更多法律保障。[6]
- 中央銀行表示，截至今天中午為止已有46家外匯指定銀行（DBU）及境外金融機構和中國銀行台北分行簽署清算協議並完成開戶手續，兩岸貨幣清算機制正式啟動運作，不僅台灣外匯指定銀行6日起可承做人民幣業務，台灣銀行將運送逾新台幣2,000萬元現鈔到上海分行。這也是台灣首批新台幣不用透過第三地銀行直接到大陸，創下新台幣出口首例。[7][8]
- 全國關廠工人連線集結台北車站，臥軌抗議勞委會連本帶利向他們追討墊償的積欠工資與資遣費。[9][10]

## 2月6日
- 中國銀行今天宣布，對台灣地區跨境人民幣業務全面啟動；外匯指定銀行（DBU）人民幣業務正式上路，共有本國、外商共46家銀行同時鳴槍起跑。[11]
- 龍年台股今天封關，終場收在7,906點，成交量更放大到918億元，總計龍年台股上漲672.96點，漲幅約9.3%，連續十五年農曆封關日收紅。[12]

## 2月7日
- 行政院長陳冲因健康因素請辭獲准，今日率內閣總辭，新卸任首長18日交接。[13]
- 中斷近六年，台美貿易暨投資架構協定（TIFA）敲定將於3月11日至12日在台北舉行。[14]

## 2月15日
- 旅美投手王建民，在今天清晨回到台灣，為3月開戰的世界棒球經典戰做準備，這次是他將首次代表中華隊在經典賽登場。[15]
- 衛生署疾病管制局公布，英國出現疑似人傳人的新型冠狀病毒呼吸道重症病例，二名病例因有親戚關係，加上曾親密接觸，懷疑其中一名病患因而感染，目前證據顯示，新型冠狀病毒人傳人風險大幅升高，由於冠狀病毒即使無宿主，在物體表面也能存活一至二天，最佳防護之道就是平時勤洗手。[16]

## 2月17日
- 台灣中油宣布，明天凌晨零時起，汽柴油價格每公升漲新台幣0.3和0.2元，也是自1月28日起連續第4週調漲。調整後分別為92無鉛汽油每公升新台幣34.9元、95無鉛汽油每公升新台幣36.4元、98無鉛汽油每公升新台幣38.4元、超級柴油每公升新台幣33.8元，再創歷史新高紀錄。[17]

## 2月18日
- 新任行政院長江宜樺今日率閣員在總統馬英九監誓下，完成宣誓，江內閣正式上路。[18]
- 台股農曆年後開紅盤，站上8,000點關卡，隨後盤中震盪整理，終場以7,943.53點收盤，上漲36.88點，成交金額新台幣955.21億元。[19]

## 2月19日
- 《道路交通管理處罰條例》修正條文加重酒駕罰則，1月30日已由總統公布，自3月1日起罰鍰最高由新台幣6萬元提高為9萬元。[20]

## 2月22日

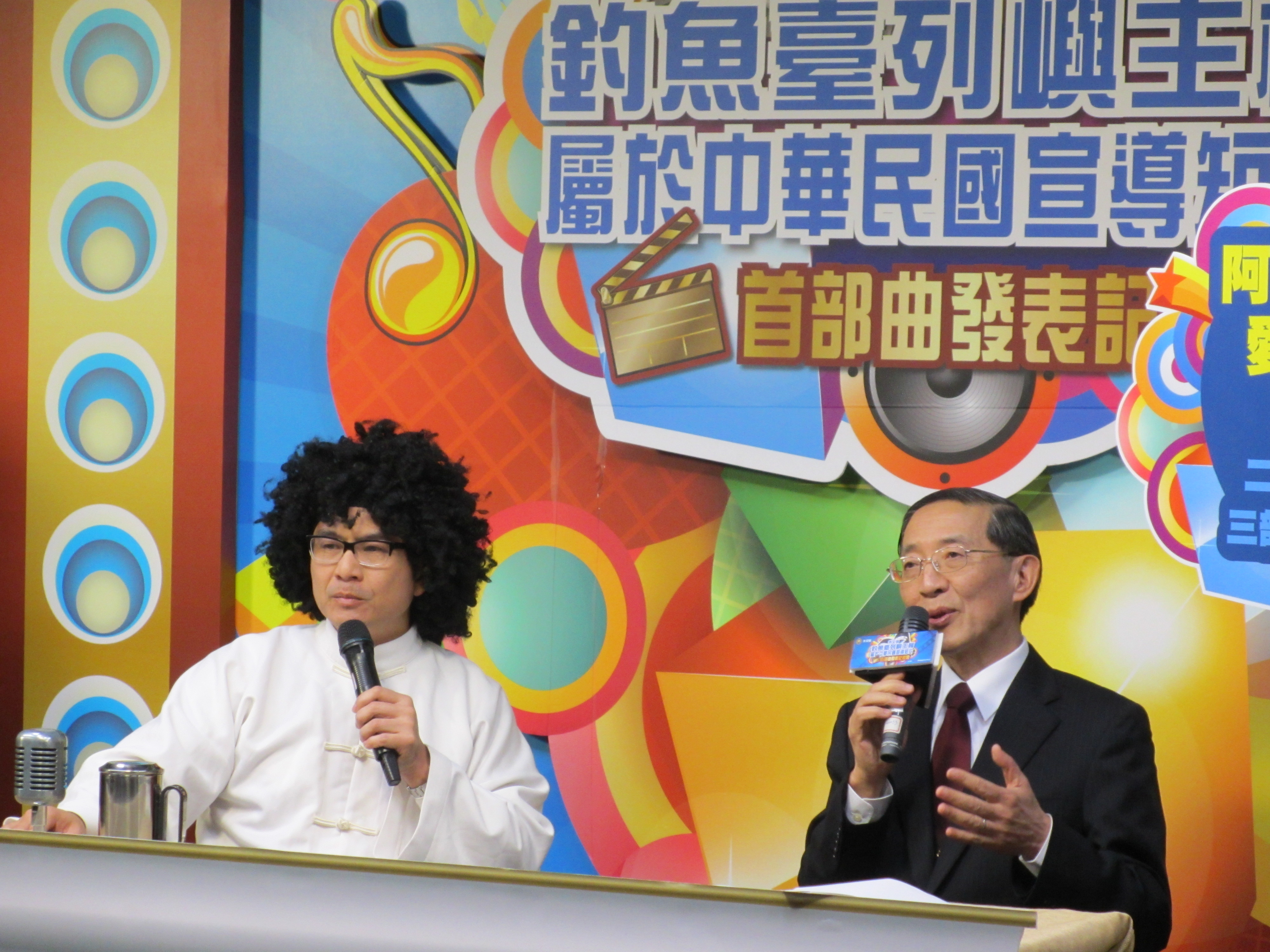
「釣魚臺列嶼主權屬於中華民國」宣導短片首部曲發表記者會

- 外交部舉辦「釣魚臺列嶼主權屬於中華民國」宣導短片首部曲發表記者會，外交部部長林永樂與藝人洪都拉斯對談。

## 2月23日
- 歷經十餘年纏訟，華光社區今日展開首波拆除工程。[21]
- 國際金價摜破1,600美元關卡，本周跌幅達2.3%，創近9個月新低。[22]

## 2月24日
- 吃火鍋時醫學證實最毒的就是湯，尤其是國人喜愛的酸菜泡菜鍋、海鮮鍋等，因為醃製品煮了90分鐘後，湯裡的亞硝酸鹽便快速飆升近十倍，將有中毒及致癌的危險。[23]

## 2月25日
- 是方電訊於台北市內湖區陽光街250號的機房的大樓發生火警。影響所及旗下客戶的網站或服務發生異常。[24]
- 第85屆奧斯卡金像獎頒獎，《少年PI的奇幻漂流》共入圍11項，導演李安勇奪最佳導演獎，少年PI另外也得了最佳攝影、最佳原創音樂及最佳視覺效果獎。[25]
- OMG樂團的團長兼主唱、也是台灣知名的音樂製作人張宏志（Leo）是專辦性愛派對的淫媒，男性每場每人收取報名費新台幣6千元，女性免費。自稱「提升性愛品質」。[26]

## 2月26日
- 行政院長江宜樺宣布核四將舉辦停建公投，盼能解決二十年來的紛爭。[27]

## 2月28日
- 台視財經台國際新聞節目《世界ON AIR》發生新北強震600人罹難誤報事件。台視財經台已於當日15時30分緊急發布更正說明，並於台視網站刊登相關道歉啟事。[28]